# مارتا استوارت
 مارتا استوارت (انگلیسی: Martha Stewart؛ زادهٔ ۳ اوت ۱۹۴۱) یک نویسنده، مجری و سرمایه‌گذار اهل ایالات متحده آمریکا است. ثروت وی در سال ۲۰۱۱ به میزان ۶۳۸ میلیون دلار تخمین زده شده است.